# Euxenit
Euxenit är ett mineral som innehåller bland annat grundämnena skandium, titan, yttrium, niob, cerium, erbium, tantal, torium och uran och är viktigt på grund av flera av dessa ämnens sällsynthet. Mineralet förekommer i kompakta massor och har brunaktig färg och metallartad glans.

## Historia
Euxenit beskrevs första gången 1840  av Theodor Scheerer och uppkallades efter grekiskans ord för gästfri och vänlig mot främlingar, med anspelning på de många sällsynta beståndsdelar som den innehåller.

## Förekomst
Euxenit förekommer i Norge på pegmatitgångar, t.ex. vid Arendal, Tvedestrand och på Hitterö i Finland. Större fyndigheter är kända på Madagaskar och i Brasilien.
Nära euxenit står mineralen aeschynit, polykras (vid Slättåkra i Halland) och polymignit. Polymignit förekommer också vid norska pegmatitgångar.

## Användning
Euxenit används som en malm för utvinning av sällsynta jordartsmetaller som det innehåller. Sällsynta stora kristaller har också använts för tillverkning av smycken.